# Zakrzów (Tarnobrzeg)
Zakrzów – tarnobrzeskie osiedle, niegdyś wieś.

## Historia
Od roku 1598 w posiadaniu rodu Tarnowskich jako posiadłość tabularna. W XIX wieku Zakrzów liczył 397 mieszkańców, dziś liczy około 800. 
W latach 1973–1976 w gminie Tarnobrzeg. 1 października 1976 włączony do Tarnobrzega, po tym, jak w 1975 roku Tarnobrzeg stał się stolicą województwa tarnobrzeskiego. Miasto zawdzięczało swój szybki rozwój Kopalni i Zakładów Przetwórstwa Siarki Siarkopol, dlatego też planowano jego dalszą rozbudowę (do 100 tys. mieszkańców) i przyłączano okoliczne miejscowości.
Obecnie Zakrzów coraz bardziej przypomina osiedle domków jednorodzinnych, niż osadę typowo rolniczą. Okoliczne grunty (niegdyś pod użytek rolny) są przeznaczane pod zabudowę jednorodzinną i inwestycje. W maju 2010 najniższe tereny osiedla zostały zalane przez wody Wisły po przerwaniu wału w Sandomierzu.

## Największe inwestycje na terenie osiedla
- budowa parku przemysłowo-technologicznego
- budowa oczyszczalni ścieków miasta Tarnobrzeg
- kanalizacja sanitarna
- budowa strażnicy osiedlowej OSP
- chodnik i ścieżka rowerowa wzdłuż Alei Warszawskiej

## Parafie
Parafia pod wezwaniem Nawiedzenia Najświętszej Maryi Panny wydzielona z parafii Wielowieś, powstała 1985 i obejmuje osiedla Zakrzów i Sielec (kościół pw. św. Jacka). Na początku posiadała małą drewnianą świątynię, a w 1992 rozpoczęto budowę nowej, która to została poświęcona w 1997 roku. Obecnym proboszczem jest ks. Jan Kaszewicz.

## Komunikacja
Linie autobusowe obsługiwane przez MKS Tarnobrzeg
- linia nr 11 – 30 kursów dziennie w dni nauki szkolnej, a 9 w weekendy.
- linia nr 9 – 6 kursów dziennie niezależnie od dnia tygodnia.